# Мочалов, Александр Геннадьевич
Александр Геннадьевич Мочалов (иногда edler, или Эдлэр) — российский музыкант, поэт, художник, автор-исполнитель, лауреат крупнейшего фестиваля авторской песни им. В. Грушина в номинации поэт (2017), член жюри Грушинского фестиваля, участник и основатель музыкальных коллективов Чертополох БэндЪ (Нижний Новгород) и MEZOZOY (Москва-Суздаль).

## Биография
Александр Мочалов родился в городе Горьком (ныне Нижний Новгород). Отец и дед, Геннадий (1956—2016) и Андрей (1925—2011) Мочаловы — горьковские, нижегородские художники. Мать, Елена Третьякова, была заведующей детской библиотеки. В 2001 поступил НМУ им. Балакирева на духовое отделении по классу фагота — не закончил. В результате в 2005 году получил образование художника-оформителя.
С детства писал стихи и песни. В 2000 году Александр вместе с флейтисткой Анной Осиповой и бас-гитаристом Олегом Канаковым организовал группу Чертополох БэндЪ, ставшую  известным явлением в нижегородском интеллектуальном андеграуде. Время от времени Ч. Б. творчески взаимодействует с другими артистами. С 2005 года периодически выступают с Олегом Сакмаровым. В 2010 году в Нижнем Новгороде представляют совместную программу с хореографом Бобом Айзеном (США). Играют концерты в Москве и Санкт-Петербурге, выступают у  Митьков. В 2010 году Мочалов и Канаков (переехавший в тому времени жить в Москву) создают московскую ветвь группы — дуэт Чертополох Farm. Под этим названием в дальнейшем выходят записи и происходят выступления дуэта Мочалов-Канаков. После переезда Александра Мочалова в 2015 году в Москву а потом в Суздаль, Чертополох БэндЪ продолжает существовать, но выступает редко.

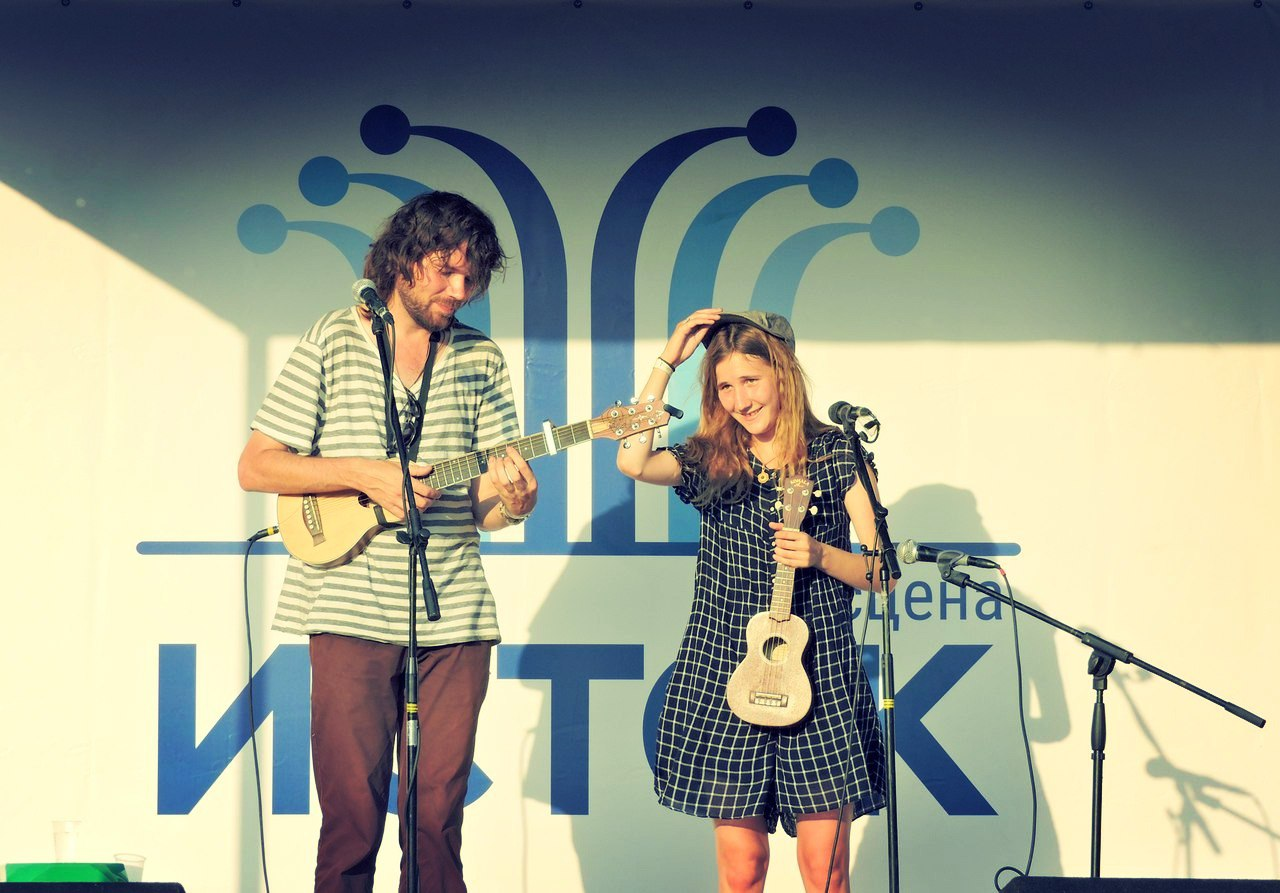
Дуэт «Мезозой»

Весной 2016 года из сотрудничества Мочалова с Анастасией Фроловой и Олегом Канаковым возникает ансамбль MEZOZOY. В этом ансамбле уже два автора, пишущих песни — Мочалов и Фролова.
Летом 2016 года MEZOZOY становятся обладателями гран-при фестиваля авторской песни «Макушка Лета» с песней «Человечки». Летом 2017-го MEZOZOY становится дипломантам Грушинского фестиваля, фестивалей «Гринландия» и «Рамонский Родник». На двух последних Анастасия Фролова становится лауреатом в номинации поэзии. На Грушинском  лауреатом в той же номинации стал Мочалов.  Песню "Топором Воду" тогда  оценил Александр Городницкий. В дипломе и на сайте Грушинского фестиваля фамилия Мочалов, вероятно по чьей-то ошибке, написана как «Мачалов».
10-го сентября 2017 года в нижегородском центре культуры Рекорд проходит тройное мероприятие — концерт с участием MEZOZOY и Чертополох БэндЪ, презентация книги стихов «Саша Мочалов -Длительное Путешествие Друг К Другу В Гости» и открытие выставки семейной живописи и графики «Мочаловы, что-то из…».
В апреле 2018-го MEZOZOY как дуэт и его участники (А. Мочалов и А. Фролова) по-отдельности становятся лауреатами в нескольких номинациях на фестивале авторской песни «Музыка Сердец» (г. Городец). Летом 2018-го MEZOZOY снова выступают на Грушинском, где уже Фролова становится лауреатом сразу в двух номинациях. В том же году Мезозой, как участники проекта Высоцкий.фест, выступают на фестивале Нашествие и записываются на студии «Винтаж Рекордс» в Москве. В процессе звукозаписи принимает участие Александр Ф. Скляр. В ноябре 2018-го дуэт MEZOZOY становятся бронзовыми призерами Высоцкий.фест, выступают на гала-концерте в Театре На Таганке, песня «Веселее» выходит на виниловой пластинке и попадает в ротацию Нашего радио.
В 2019 году  MEZOZOY на Нашествие не приехали, хотя и были заявлены в числе выступающих. В 2020 году  выходит альбом MEZOZOY "Облако 10", с участием Олега Сакмарова, Виталия Погосяна, Алексея Максимова и других музыкантов. В 2018-2022  MEZOZOY в качестве гостей участвует в фестивалях Олега Митяева "Крепитесь, люди, скоро лето!"
В 2022 году в нижегородский издательством "Дятловы горы" издается сборник стихов Мочалова "Крюк".  Александр Городницкий написал в аннотации для книги:
"стихи Александра Мочалова вызывают в памяти стихи обэриутов, неожиданным поворотом строки и слов, удивительным соединением казалось бы     несоединяемых вещей. Они могут показаться вначале несерьезными, но это только на первый взгляд. У него свое видение окружающего мира, необходимое поэту. Помню, как несколько лет назад меня поразила его строка  - не руби топором воду".
В марте 2023 года в опубликован альбом  MEZOZOY "Бантик".
С 2017 года  Мочалов активно занят в составе MEZOZO. Гастролирует, выступает на концертных площадках и фестивалях в России и не только.  Кроме музыкальных концертов, проводит "разговорные", где читает прозу и стихи. Много путешествует. Печатался в литературных изданиях, включая Литературную газету.
Принимал участие в Российской Радуге, был одним из инициаторов так называемой «Малой Радуги» (2006, 2007, 2008).

## Награды
- Гран-При фестиваля Макушка Лета 2016 (в составе дуэта MEZOZOY)
- Лауреат фестиваля авторской песни им. В. Грушина (2017)
- Лауреат 1-й степени XII-го фестиваля авторской песни «Музыка Сердец» (2018)
- Бронзовый приз (третье место) конкурса Высоцкий.фест (в составе дуэта MEZOZOY)

## Дискография
альбомы с группой Чертополох БэндЪ
- 2002 — «Лин»
- 2003 — «Ниведано»
- 2004 — «В Верблюде!»
- 2014 — «Поет Герман Валтасаров»

альбомы с группой MEZOZOY
- 2019 — 19
- 2020 - Облако 10
- 2023 - Бантик

### сольные альбомы
- 2017 — «Саша edler Мочалов»
- 2023 - "Букет Чертополоха"

### сборники
- 2018 — Высоцкий.фест (виниловая пластинка)

## Выставки
«Мочалов А.Г, Мочалов Г.А, что-то Из…» — сентябрь 2017, Нижний Новгород, центр культуры «Рекорд»